# Castlevania: Lords of Shadow 2
Castlevania: Lords of Shadow 2 är ett actionäventyrsspel, uppföljaren till Castlevania: Lords of Shadow från 2010 och den 35:e delen i Castlevania-spelserien. Spelet utvecklades av MercurySteam och gavs ut av Konami under februari 2014 i både Nordamerika och Europa och under mars 2014 i Australien. Ett nedladdningsbart kapitel har också släppts i mars samma år. Berättelsen utspelar sig i både medeltida och moderna världar, och följer en försvagad Dracula som är på uppdrag att besegra sin tidigare fiende, Satan.

## Rollista
- Robert Carlyle - Gabriel Belmont
- Richard Madden - Trevor
- Patrick Stewart - Zobek
- Jason Isaacs - Satan
- Natascha McElhone - Marie
- Anthony Howell - Victor Belmont
- Sally Knyvette - Carmilla Carmilla
- Alastair Parker - Nergal
- Mark Lewis Jones - Guido, Cleric
- Mimi Keene - Euryale, Medusa, Stheno
- Alex Childs - Raisa Volkova
- Aleksandar Mikic - Agreus
- Mark Healy - Toymaker
- Matthew Clancy - Chupacabras